# Роберта Маккаллум
Роберта Маккаллум (англ. Roberta McCallum; нар. 3 листопада 1958) — колишня американська тенісистка.
Найвищим досягненням на турнірах Великого шолома було 2 коло в одиночному та парному розрядах.

## Фінали Туру WTA

### Парний розряд (0–1)
| Результат | Дата         | Турнір             | Рівень      | Покриття | Партнерка       | Суперниці                         | Рахунок       |
| --------- | ------------ | ------------------ | ----------- | -------- | --------------- | --------------------------------- | ------------- |
| Поразка   | Жовтень 1981 | Japan Open, Японія | Категорія 1 | Тверде   | Барбара Джордан | Патрісія Медрадо Клаудія Монтейру | 3–6, 6–3, 2–6 |